# Renea singularis
Renea singularis е вид коремоного от семейство Aciculidae. Видът е световно застрашен, със статут Уязвим.

## Разпространение
Видът е ендемичен за Франция. Среща се само в Алп Маритим, в долините Луп и Сиань.

## Описание
Този охлюв има дължина между 3 и 4 мм и широчина от 1,1 до 1,3 мм. Черупката е удължена и светлокафява на цвят с 60 – 70 фини ребра.